# Barbara Jezierska
Barbara Jezierska – polska architektka, w latach 2007–2011 i 2016–2017 Mazowiecki Wojewódzki Konserwator Zabytków.

## Życiorys
Jest absolwentką Wydziału Architektury Politechniki Warszawskiej oraz podyplomowych studiów konserwatorskich na Politechnice Śląskiej w Gliwcach. W latach 2004–2007 pracowała jako specjalista ds. technicznych w Zarządzie Gospodarowania Nieruchomościami Warszawa-Śródmieście. Była autorem programu rewitalizacji dla warszawskiej dzielnicy Śródmieście na lata 2004–2013.
9 maja 2007 została powołana na urząd Mazowieckiego Wojewódzkiego Konserwatora Zabytków. Zastąpiła na tym stanowisku pełniącego od października 2006 obowiązki MWKZ Macieja Czeredysa, który zastąpił odwołanego z funkcji Ryszarda Głowacza. W okresie swojego urzędowania między innymi uporządkowała pracę instytucji, a także odblokowała wpisy obiektów i zespołów urbanistycznych do rejestru zabytków czym zyskała sobie uznanie wielu organizacji społecznych walczących o ochronę dziedzictwa. W okresie jej urzędowania ochroną konserwatorską objęto między innymi wiaty kolejowe na linii otwockiej oraz osiedle Mariensztat i gmach dawnego Dom Partii w Warszawie. Mimo to w latach 2008 i 2010 o jej odwołanie wnioskował wojewoda mazowiecki Jacek Kozłowski. Ostatecznie została odwołana z funkcji Mazowieckiego Wojewódzkiego Konserwatora Zabytków w kwietniu 2011 przez Generalnego Konserwatora Zabytków Piotra Żuchowskiego z powodu braku możliwości dalszej współpracy MWKZ z wojewodą mazowieckim. 34 organizacje działające na rzez ochrony zabytków i dziedzictwa kulturowego wystosowały petycję do Ministerstwa Kultury i Dziedzictwa Narodowego w jej obronie. 28 kwietnia 2011 p.o. MWKZ został dotychczasowy zastępca Jezierskiej, Rafał Nadolny.
W 2013 razem z Piotrem Guziałem współorganizowała referendum w sprawie odwołania prezydent Warszawy Hanny Gronkiewicz-Waltz.
22 lutego 2016 ponownie została powołana na Mazowieckiego Wojewódzkiego Konserwatora Zabytków zastępując odwołanego Rafała Nadolnego. 21 marca 2017 podała się do dymisji. Kontrowersje w okresie jej urzędowania jako MWKZ wywołało między innymi wszczęcie procedury wpisu do rejestru zabytków przeznaczonego do rozbiórki pawilonu dawnego Domu Meblowego „Emilia” w Warszawie, którą ze względu na liczne błędy uchyliło Ministerstwo Kultury. Kontrowersje wzbudził również uchylony z powodu błędów wpis do rejestru układu urbanistycznego pl. Narutowicza, a także działania na rzecz ochrony konserwatorskiej otoczenia Pałacu Kultury i Nauki mimo obowiązującego od kilku lat planu miejscowego dla tego fragmentu warszawskiego Śródmieścia.